# یارون
یارون (به عربی: يارون) یک منطقهٔ مسکونی در لبنان است که در شهرستان بنت جبیل واقع شده‌است.